# چکرک
چکرک (به ترکی استانبولی: Çekerek) شهری است در کشور ترکیه که در استان یوزگات واقع شده‌است. جمعیت این شهر بر اساس سرشماری سال ۲۰۰۸ میلادی ۱۰٬۹۸۳ نفر و بر اساس برآوردهای سال ۲۰۰۹ میلادی ۱۰٬۵۷۲ نفر می‌باشد.